# Joseph De Combe
Joseph De Combe (* 19. Juni 1901 in Antwerpen; † 28. Dezember 1965 ebenda) war ein belgischer Schwimmer und Wasserballspieler.

## Karriere
De Combe nahm 1924 an den Olympischen Spielen in Paris teil. In den Wettbewerben über 200 m Brust und im Wasserball konnte er Silbermedaillen gewinnen. 1927 war er Teil der belgischen Wasserballnationalmannschaft bei der Europameisterschaft in Bologna und gewann dort Bronze. Ein Jahr später nahm er ein zweites Mal an Olympischen Spielen teil. Im Wettbewerb über 200 m Brust beendete er im Vorlauf das Rennen nicht. 1934 gewann er erneut Bronze bei der Wasserball-EM. 1936 war er ein drittes und letztes Mal Teilnehmer der Olympischen Spiele. Bei den in Berlin ausgetragenen Spielen sicherte der Belgier sich mit der Wasserballnationalmannschaft Bronze.
Zwischen 1922 und 1938 gewann De Combe acht Mal den belgischen Titel über 200 m Brust.